# Melikset Chaczijan
Melikset Chaczijan (ur. 6 lipca 1970 w Baku) – ormiański szachista, reprezentant Stanów Zjednoczonych od 2003, arcymistrz od 2006 roku.

## Kariera szachowa
W szachy gra od 8. roku życia. Kilkukrotnie uczestniczył w finałach indywidualnych mistrzostw Armenii, najlepszy wynik osiągając w 1996 w Erywaniu, gdzie zajął IV m. (za Władimirem Akopjanem, Artaszesem Minasjanem i Vigenem Mirumjanem). W 1995 podzielił I m. (wspólnie z Piotrem Kiriakowem i Wałerijem Newerowem) w kołowym turnieju w Moskwie, w 1996 podzielił II m. (za Aleksiejem Fiodorowem, wspólnie z Walerijem Czechowem i Wołodymyrem Małaniukiem) w jednym z turniejów Pucharu Rosji, rozegranym również w Moskwie, natomiast w 1997 podzielił II  m. (za Leonidem Jurtajewem, wspólnie z Tamazem Tabatadze) w otwartym turnieju w Urmii. W tym samym roku wystąpił w reprezentacji Armenii na drużynowych mistrzostwach świata w Lucernie, zdobywając brązowy medal. W 2000 podzielił II m. (za Michaiłem Saltajewem, wspólnie z Rufatem Bagirowem, Tachirem Wachidowem, Szuchratem Safinem i Warużanem Akobjanem) w Abu Zabi, a w 2002 zdobył w Costa Mesa tytuł mistrza południowej Kalifornii. W 2003 wypełnił dwie arcymistrzowskie normy, podczas memoriału Eduarda Gufelda w Los Angeles (dz. I m. wspólnie z Warużanem Akobjanem i Jessem Kraaiem) oraz w openie w Lindsborgu. Trzecią normę na tytuł arcymistrza wypełnił w 2005, zwyciężając w kołowym turnieju w Los Angeles. W 2007 dniósł kolejny turniejowy sukces, zajmując I m. w Edmonton, a w 2008 zwyciężył w turnieju American Open w Los Angeles. W 2009 podzielił I m. (wspólnie z Aleksandrem Daninem) w turnieju Aerofłot Open-A2 w Moskwie.
Najwyższy ranking w dotychczasowej karierze osiągnął 1 kwietnia 2009, z wynikiem 2546 punktów zajmował wówczas 20. miejsce wśród amerykańskich szachistów.